# Frank St. Leger
Frank St. Leger (Douglas Francis "Frank" St. Leger; Chennai, 30 maggio 1890 – Bloomington, 26 dicembre 1969) è stato un direttore d'orchestra britannico naturalizzato statunitense; nato in India, durante gli anni '30 ha prestato servizio per tre stagioni come direttore musicale della Houston Symphony Orchestra.

## Biografia
St. Leger nacque a Madras, ora Chennai, in India, da genitori britannici. A 16 anni entrò alla Royal Academy of Music di Londra, dove studiò pianoforte e direzione d'orchestra,  laureandosi con numerose lodi.

### Carriera
Tra il 1912 e il 1914, St. Leger andò in tournée come pianista per il Trio Cherniavsky. Prestò servizio nell'Esercito australiano per due anni, dopodiché fu nominato pianista e direttore d'orchestra della cantante lirica Dame Nellie Melba. La sua posizione con la Melba portò St. Leger negli Stati Uniti nel 1917. Come accompagnatore, St. Leger registrò dozzine di canzoni russe su Vocalion con il tenore russo Vladimir Rosing all'inizio degli anni '20.
Successivamente ricoprì incarichi presso l'American Opera Company, la Royal Opera al Covent Garden di Londra e, a partire dal 1929, un posto nel personale presso la Civic Opera di Chicago. Nel 1932 St. Leger fu assunto come direttore musicale della Houston Symphony. Si dimise dopo la stagione 1934-1935. Dopo una posizione alla direzione della Central City Opera in Colorado, St. Leger accettò, nel 1939, una posizione come assistente direttore per al Metropolitan Opera di New York City. Rimase al Metropolitan per gli undici anni successivi, ricoprendo incarichi successivi come direttore regolare, segretario musicale e vicedirettore di compagnia incaricato del repertorio.
St. Leger lasciò New York nel 1950 e nel 1953 entrò nella facoltà di musica dell'Università dell'Indiana come professore di musica. Al suo ritiro nel 1963, fu designato professore emerito di musica; dopo il suo ritiro da quello status a tempo pieno all'Indiana, continuò lì part-time, allenando la voce e l'opera.

### Vita privata
Il 10 febbraio 1930 St. Leger sposò Katharine Elizabeth Millsbaugh a New York. Furono genitori di un figlio, Frances William Hugh.
St. Leger morì a Bloomington, nell'Indiana, all'età di 79 anni.